# 土浦日本大学中等教育学校
土浦日本大学中等教育学校（つちうらにほんだいがくちゅうとうきょういくがっこう）は、茨城県土浦市小松ヶ丘町にある私立中等教育学校。
日本大学準付属校で、同じ敷地内は土浦日本大学高等学校がある。

## 沿革
- 2003年4月 - 土浦日本大学中学校開校。
- 2006年4月 - 第1期生が併設の土浦日本大学高校に進学。そのため同校に中高一貫コースを設置。
- 2007年
  - 3月 - 土浦日本大学中学校廃校。（書類上）土浦日本大学高等学校中高一貫コース廃止。
  - 4月 - 土浦日本大学中等教育学校開校（県内初の中等教育学校）。旧土浦日本大学中学校・土浦日本大学高等学校中高一貫コースの生徒は全員土浦日本大学中等教育学校に編入。

## 概要
6年間の中高一貫教育を行っている。またその6年間を3期に分けている。
- ファウンデーション期間（1・2年） - 主に勉強の基礎を学ぶ。
- アカデミック期間（3・4年） - 1・2年で身につけた基礎学力を生かし、発展的な学習を行う。
- ブリッジング期間（5・6年） - 志望校（大学）を決め、受験科目に応じた教科の学習を行う。

英語教育の重視を標榜しており、選抜クラスでは週5日の外国人教師による英語コミュニケーションの授業を行う。教室名、委員会名の表記や職員室での簡単なやり取りは全て英語である。1学年につき10人程が選抜され、「アドバンスクラス」というクラスでさらに少人数で高レベルな英語授業を行っている。また、生徒1人につきノートパソコン1台を与え、授業での調べ学習やレポート作成に使用している。校舎内の全室にLANの差し込み口や無線LAN設備がある。
また、同じ敷地内にある土浦日本大学高等学校と合同で、日本大学各学部の教授を校内に呼んでの「出張講義」や海外大学への進学説明会などが開かれている。
母体である日大への内部進学者は半数程度である。一般受験する生徒は国公立大、大学校や難関私立大学から中堅私立大学までと様々で、海外大学への進学者も少数存在する（クイーンズランド大学、メルボルン大学、ロンドン大学など）。

## サークル
スポーツ系
- 陸上
- 柔道
- 卓球
- サッカー
- 水泳
- バドミントン
- 剣道
- バスケットボール
- テニス
- チアリーディング
- 弓道
- 合気道
- 野球
- ダブルダッチ

文化系
- 文芸
- 合唱
- 美術
- 囲碁、将棋
- 弦楽
- ディベート
- 軽音楽
- 科学
- 吹奏楽
- ECC

平成27年度新設
- 写真
- 天文
- 落語研究
- 鉄道研究

## 施設
中学棟
6階建て。職員室、普通教室、特別教室、オーデトリアム、カフェテリア。カフェテリアは5階と6階にそれぞれある。中学校のすべての教室がある。中学校の職員室、保健室、相談室なども中学棟である。英語授業のための専用教室(tutorial room)が8室整備されていて、所属している外国人教師の出身国についての説明などが掲示されている。2003年に竣工した第一期校舎と2005年に竣工した第二期校舎に分かれてあり、エクステリアで見分けることはできないが、インテリアで見比べると窓のストッパーの違い、黒板(第二次校舎は二枚黒板)の種類、時計が電波時計か否かなど見分けがつく。オーデトリアムは、大学の講堂のような造りで、全席にコンセントとLANが設置されている。室内を暗くし、ビジョンを使っての映画上映なども可能である。全席にLANの差し込み口も設置されているが、現在は無線LANが完備されているため使用していない。
体育館
第一、第二アリーナを高校と合同で使用。第一アリーナは第二アリーナより一回り大きい。第一アリーナには高校の校歌が飾られていて、第二アリーナには中学の校歌が掲げられている。第一アリーナの上にはランニングコースが整備されていて、陸上部の練習場所になっているほか、５０m走の計測に使われている。
蓼科林間学園
長野県立科町にある宿泊施設。毎年、1年生の校外学習、５年生のスタディキャンプに使用されている。2006年はじめに、改修工事をした。

## その他
体育の状況
体育については、第2アリーナ2面と校舎前のグラウンド、アスファルトで行われる（場合によっては総合体育館3階のランニングロード）。尚、2007年4月より高校体育館棟第2アリーナ2面は中学校管轄となる。

## 校歌
土浦日本大学中等教育学校歌（作詞：谷川俊太郎　作曲：湯浅譲二）。2006年11月までは土浦日本大学高等学校歌（作詞：大木惇夫　作曲：重松明広）。

## アクセス
県内はもちろん、千葉県からの通学者も多く、都内から通学する生徒も僅かながらいる。
- 常磐線土浦駅から徒歩か自転車、またはバス[2]。
- 首都圏新都市鉄道つくばエクスプレス線つくば駅から同校直通スクールバス。
- スクールバス - つくば市方面、守谷市方面、桜川市方面、下妻市方面、坂東市方面、稲敷市方面、利根町方面へ同校がスクールバスを運行している。使用車両には土浦日大マークなどが描かれているが、運行は民間会社に委託されている。高校生と合同で乗車する。

その他、直接、自転車や徒歩で通学する生徒も非常に多く、朝夕、特に朝の通学時間帯は、膨大な数の高校生と中等教育生が同校周辺の道路を一方向に通学する光景が見られる。

## 系列校

### 高等学校
- 土浦日本大学高等学校
- 岩瀬日本大学高等学校

### 幼稚園
- 土浦日本大学高等学校附属幼稚園